# Casimiro de Oliveira
Casimiro de Oliveira (ur. 8 września 1907 w Porto, zm. 22 listopada 1970 tamże) – portugalski kierowca wyścigowy.

## Życiorys

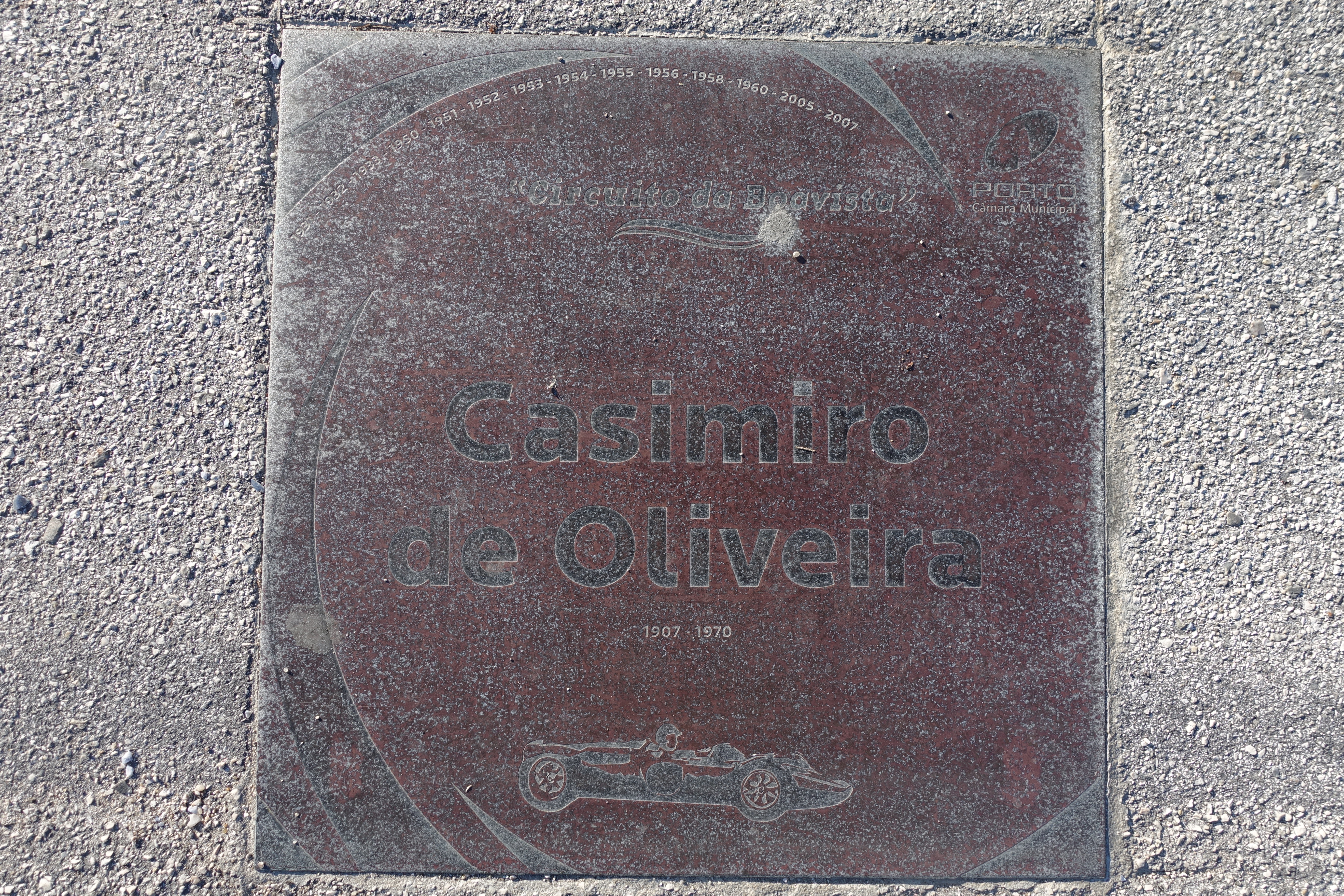
Plakietka upamiętniająca de Oliveirę na Praça de Gonçalves Zarco w Porto

Był bratem Manoela. Ściganie rozpoczął przed II wojną światową, początkowo startując z bratem. W 1937 roku wygrał SS Jaguarem 100 zawody na torze Vila Real, pokonując m.in. Tazio Nuvolariego i Rudolfa Hasse. W 1938 roku na prośbę Bugatti wziął udział w Grand Prix Rio de Janeiro, gdzie zajął piąte miejsce.
Po wojnie powrócił do ścigania, koncentrując się na rywalizacji samochodami sportowymi. W 1950 roku startował Allardem J2, zajmując drugie miejsce w Vila Real, za Piero Carinim. Rok później ścigał się Ferrari 340 America. Zajął wtedy trzecie miejsce w Vila Real, a także wygrał Grand Prix Portugalii, w którym uczestniczyli m.in. Carini, Eugenio Castellotti, Charles Pozzi, Duncan Hamilton i Felice Bonetto. W 1952 roku zmienił samochód na Ferrari 225 S. Wygrał nim zawody na Vila Real i Vila do Conde, a w Grand Prix Portugalii na torze Porto był drugi, ulegając jedynie Castellottiemu. Rok 1953 to starty Ferrari 250 MM, którym wygrał zawody Coppa d'Oro di Sicilia na torze Syrakuzy i zajął drugie miejsce w Porto. W 1954 roku nastąpiła kolejna zmiana samochodu, na Ferrari 375 MM. Najlepszym rezultatem de Oliveiry było zwycięstwo w wyścigu Hedemoraloppet na szwedzkim torze Hedemora, zajął ponadto siódmą pozycję w wyścigu Skarpnäcksloppet. W roku 1955 używał takich pojazdów, jak Ferrari 750 Monza i OSCA MT4.
W 1958 roku zgłosił się do Grand Prix Portugalii Formuły 1 wynajętym Maserati 250F. De Oliveira wycofał się po przedwstępnym teście i zakończył karierę sportową. Następnie zarządzał rodzinnym majątkiem.

## Wyniki w Formule 1
| Legenda oznaczeń w tabelach wyników Wyświetl szablon na nowej stronie | Legenda oznaczeń w tabelach wyników Wyświetl szablon na nowej stronie                                                                     |
| Oznaczenie                                                            | Wyjaśnienie |
| --------------------------------------------------------------------- | --- |
| Złoty                                                                 | Zwycięzca lub mistrzostwo |
| Srebrny                                                               | 2. miejsce lub wicemistrzostwo |
| Brązowy                                                               | 3. miejsce lub II wicemistrzostwo |
| Zielony                                                               | Ukończył, punktował (w klasyfikacji generalnej, gdy zdobył co najmniej jeden punkt na przestrzeni sezonu, poza trzema powyższymi opcjami) |
| Niebieski                                                             | Ukończył, nie punktował (w klasyfikacji generalnej, gdy nie zdobył co najmniej jednego punktu na przestrzeni sezonu)                      |
| Czerwony                                                              | Nie zakwalifikował się (NZ) |
| Czerwony                                                              | Nie prekwalifikował się (NPK) |
| Różowy                                                                | Nie ukończył (NU) |
| Różowy                                                                | Niesklasyfikowany (NS) (w klasyfikacji generalnej, gdy nie został sklasyfikowany w żadnym wyścigu sezonu)                                 |
| Czarny                                                                | Zdyskwalifikowany (DK) |
| Czarny                                                                | Wykluczony (WYK/EX) |
| Biały                                                                 | Nie wystartował (NW) |
| Biały                                                                 | Kontuzjowany (K/INJ) |
| Biały                                                                 | Wyścig odwołany (OD/C) |
| Bez koloru                                                            | Został wycofany (WYC/WD) |
| Bez koloru                                                            | Nie przybył (NP/DNA) |
| Bez koloru                                                            | Nie brał udziału w treningach (NT/DNP) |
| Bez koloru                                                            | Nie został zgłoszony (–) |
| Pogrubienie                                                           | Start z pole position |
| Kursywa                                                               | Najszybsze okrążenie wyścigu |
| †                                                                     | Nie ukończył, ale jego rezultat został zaliczony ze względu na przejechanie więcej niż 90% dystansu wyścigu.                              |
| *                                                                     | Sezon w trakcie |
| 1/2/3                                                                 | Punktowana pozycja w sprincie kwalifikacyjnym                                                                                             |
| Lista systemów punktacji Formuły 1                                    | |

| Rok  | Zespół               | Samochód      | Silnik          | Wyniki w poszczególnych eliminacjach | Wyniki w poszczególnych eliminacjach | Wyniki w poszczególnych eliminacjach | Wyniki w poszczególnych eliminacjach | Wyniki w poszczególnych eliminacjach | Wyniki w poszczególnych eliminacjach | Wyniki w poszczególnych eliminacjach | Wyniki w poszczególnych eliminacjach | Wyniki w poszczególnych eliminacjach | Wyniki w poszczególnych eliminacjach | Wyniki w poszczególnych eliminacjach | Pkt. | Msc. |
| ---- | -------------------- | ------------- | --------------- | ------------------------------------ | ------------------------------------ | ------------------------------------ | ------------------------------------ | ------------------------------------ | ------------------------------------ | ------------------------------------ | ------------------------------------ | ------------------------------------ | ------------------------------------ | ------------------------------------ | ---- | ---- |
| 1958 |                      |               |                 | Argentyna                            | Monako                               | Holandia                             | Stany Zjednoczone                    | Belgia                               | Francja                              | Wielka Brytania                      |                                      | Portugalia                           | Włochy                               | Maroko                               | 0    | NS   |
| 1958 | Casimiro De Oliveira | Maserati 250F | Maserati 2,5 R6 | -                                    | -                                    | -                                    | -                                    | -                                    | -                                    | -                                    | -                                    | WD                                   | -                                    | -                                    | 0    | NS   |